# 키나시 노리타케
기나시 노리타케(木梨憲武, 1962년 3월 9일 ~ )는 일본의 희극 배우, MC, 배우, 가수이다.

## 연혁
세타가야구 지토세다이의 자전거 가게(현재는 소시가야로 이동) ‘기나시 사이클’을 운영하는 기나시 사쿠조의 장남으로 태어났다. 세타가야 구립 지토세 중학교를 졸업하였으며, 중학교 선배로는 사카모토 류이치와 우지키 쓰요시가 있다. 헨미 에미리는 초·중학교 후배.
1977년, 데이쿄 고등학교에 입학. 축구부에 가입하였으나, 부실에서의 흡연이 발각되어 주전에서 빠지게 된다. 축구부 내에서는 무드 메이커로, 당시 야구부에 소속되어 있던 이시바시 다카아키와 자주 개그 콤비를 짰다.
교고시절, NTV 버라이어티 프로그램 《TV 자키》 일반인 참가 코너 ‘더 챌린지’에 출장. 기나시는 쇼지 우타에, 와다 아키코, 루팡 3세의 성대모사를 선보이고 5대 챔피언 자리에 오른다. 이 때 이시바시는 이 프로그램의 단골 참가자였다. 기나시가 그라운드 챔피언 대회에 출장했을 때 이시바시가 우정 출연한 것이 텔레비전에서의 첫 공연이었다.
고등학교 졸업 후 1980년, 도쿄 도내의 도쿄 다이하쓰 스기나미 영업소에 취직.
1980년 7월, 《코미디 스타 탄생!!》(NTV)에 이시바시와 콤비를 이뤄 ‘다카아키&노리타케’로 출장한다.
1981년, 《코미디 스타 탄생!!》의 승자 진출 6주째부터 현재의 콤비명 ‘톤네루즈’로 개명.
1982년 4월, 《코미디 스타 탄생!!》 10주 승리로 그랑프리를 획득한다.
1984년부터 《올나이트 후지》, 《저녁 냥냥》(후지 TV)에 출연.
1984년 ~ 1986년 심야 드라마를 개척, 《트라이앵글 블루》에 카와이 카즈미, 가와카미 마이코, 가라사와 지로, 마에다 고조 등과 출연하였다.
1994년, 영화 《소로반즈쿠》(1986년)에 함께 출연한 것을 계기로 교제하던 야스다 나루미와 결혼하여 슬하 2남 1녀를 두고 있다.
1996년 12월 31일, 《제47회 NHK 홍백가합전》에 ‘겐조로&조지 야마모토’로 출장.

## 출연
기나시 노리타케로서 출연한 작품 목록. 콤비로 출연한 작품은 톤네루즈 항목 참조.

### 과거 출연 작품
- 《기나시 사이클》 (2001년 11월 2일 ~ 2002년 9월 27일, 후지 TV)
- 《기나시 가이드 - 주말의 달인》 (2002년 10월 4일 ~ 2005년 3월 25일, 후지 TV)
- 《겐세키》 (2005년 4월 6일 ~ 2005년 9월 28일, TBS)
- 《10캐럿》 (2005년 10월 5일 ~ 2006년 3월 29일, TBS) - 월 1회 출연
- 《미래창조당》 (2006년 4월 7일 ~ 2009년 9월 25일, NTV)
- 《오차노미즈 하카세》 (2009년 11월 17일 ~ 2011년 3월 1일, TBS)

### 스페셜 방송
※게스트 출연 방송 제외
- 기나시 노리타케의 축구다! (1993년, TV 아사히)
- 연말 잠보 생방송 특별방송! 노리타케·히로미와 유쾌한 친구가 텔레비전에서 하고 싶었던 것 50 (1999년, TV 아사히)
- 기나시 노리타케의 전람회 (2000년, 후지 TV)
- 도코로·기나시·히로미의 이런 방송 안 되나요? (2000년, TV 아사히)
- 기나시 노리타케의 세계의 축구가 옵니다. 우리의 마음의 준비 (2002년, 후지 TV)
- 지단~월드컵 영웅전설 “10”의 계보~ (2002년, 후지 TV)
- 우리의 전영(全英) 오픈 (2004년, TV 아사히)
- 기나시 노리타케의 VS (2005년, TV 아사히)
- BS아사히 개국 10주년 스페셜 기나시 노리타케의 디자인이 뭐야!?~가우디가 사랑한 마음 바르셀로나 편~ (2011년 3월 27일, BS아사히)
- 축! 기나시 노리타케 탄생 50주년 첫 기나시 (2011년 7월 1일, TV 아사히)

### 드라마
- 《월요 드라마랜드 - 원조 실례 야마다군》 (1984년, 후지 TV)
- 《3번 테이블 손님》 (1996년, 후지 TV) - 연출도 담당.
- 《달콤한 결혼》 (1998년 1월 ~ 3월, 후지 TV)
- 《정리해고 형사》 (1999년, TBS)
- 《소시민 켄》 (1999년 7월 ~ 9일, 후지 TV)
- 《여름 방학의 산타 할아버지》 (2001년, 후지 TV)
- 《동생》 (2004년 11월 17일, 19일, 21일)
- 《인간인걸 - 아이다 미쓰오 이야기 -》 (2004년 12월 11일)
- 《우리집 역사》 (2010년 4월 9일, 후지 TV)

### 영화
- 1996년 《울트라맨 제아스》
- 1997년 《울트라맨 제아스2 -초인대전 빛과 그림자-》
- 2002년 《료마의 아내와 그의 남편과 정부》
- 2003년 《파인딩 니모》 - 더빙
- 2004년 《웃음의 대학》
- 2006년 《내일의 기억》 (우정 출연)
- 2008년 《포스트맨》 (특별 출연)
- 2018년 《히어로 일본 대침공》 - 이누야시키 이치로 역

### 연극·뮤지컬
- NORITAKE GUIDE FREE LIVE (2004년) 하라주쿠 퀘스트홀

출연자 : 도쿄 보이즈, 다나카 아키라 (푸딩푸딩) 외
연주 : 야부키 도시로, 와타나베 이타루, 마쓰시타 도시히코
게스트 (1일) : 고로케, 후지이 후미야, 후지이 나오유키
게스트 (2일) : 히로미, 가쓰마타 구니카즈
게스트 (3일) : 다마키 고지, 나카이 기이치
- NORITAKE GUIDE II PEACE LIVE (2005년) 하라주쿠 퀘스트홀

출연자 : 다나카 아키라 (푸딩푸딩), 젊은 희극 배우 외
연주 : 야부키 도시로, 와나타베 이타루, 마쓰시타 도시히코, 오히라 쓰토무
게스트 (1일) : 호리우치 겐, 쇼후쿠테이 쓰루베, 고마쓰 마사오
게스트 (2일) : 마기 신지, 미, 오리엔탈 라디오, 구로야나기 데쓰코, 후지이 후미야
게스트 (3일) : 마쓰모토 이요, 히로미, 가쓰마타 구니카즈, 나카이 기이치

### 광고
- toto
- 다카타 (차일드 시트 ‘MiLiB’)
- 일본 맥도날드 (Fish McDippers)
  - ‘핑거 편’
  - ‘Dip을 즐기자 편’
- 히타치 제작소 (‘WOOO’ DVD 레코더) (2004년 6월 19일 ~ )
- 아지노모토 (Cook Do) ※후편은 아내 야스다 나루미가 출연.
- 삿포로 맥주 (삿포로 드래프트 원)
- HONDA (ZEST) - 나카지마 도모코, 고시미즈 가즈키와 함께 출연.
  - ‘도쿄 타워 편’ (2006년 2월 24일 ~ )
  - ‘시마우마 편’ (2006년 3월 ~ )
  - ‘코끼리 편’ (2006년 12월 ~ )
  - ‘흰뺨검둥오리 편’ (2007년 6월 ~ )
- KDDI 히카리 one (현 au 히카리) (기무라 카에라와 함께 출연, 2006년 ~ 2007년)
  - ‘특기가 달라 편’
  - ‘어떤 게 좋아? 편’
  - ‘애니메이션으로 보지 않을래? 편’
  - ‘꼭 봐! (1) 편’
  - ‘꼭 봐! (2) 편’
  - ‘전부 빛으로 편’ (2007년 2월 ~ 12월)
- 칼피스
- 산요 식품 (삿포로 편) (2008년 9월 5일 ~ )
- 아사히 맥주 (무기시보리) (2009년 9월 15일 ~ )
- DNA
  - Yahoo! 모바게 (2010년 10월 7일 ~ ) - 히데키 사이조로 분해 사이조 히데키와 함께 출연
  - 모바게타운 (괴도로얄) (2010년 10월 ~ )

### 외
- 2008년, 미즈타니 유타카 - 캘리포니아 커넥션 (앨범 TIME CAPSULE 수록곡) 뮤직 비디오
- 2008년, 스즈키 마사유키 - 귀여운 사람이여 (可愛いいひとよ, 앨범 Martini Duet 수록곡) 참여
- 2008년, 버블껌 브라더스 - Daddy's Party Night（질리지 않는 아저씨 응원가)
  - 뮤직 비디오에 야지마 미용실의 야지마 마가렛으로 분해 참가.

## 서적
- 노리타로의, 그림책의, 엽서의. (1997년) ISBN 4-89588-318-3
- 노리타로의, 밑그림의, 엽서의. (1997년) ISBN 4-89588-319-1

## 성대모사·모창 레파토리
※괄호는 성대모사·모창할 때의 이름.
- 미노 몬타 (미노리 몬타 미노리 가와노리남)
- 사이조 히데키 (히데키 사이조)
- 기타지마 사부로 (사부 기타지마 노리사부로)
- 야마모토 조지 (조지 야마모토)
- 다케다 데쓰야 (가네야 선생)
- 하타 마사노리 (노리 고로)
- 이쓰키 히로시 (히로시 이쓰키)
- 호리우치 다카오
- 스즈키 마사유키
- 와다 아키코
- 고 히로미 (히로미GO)
- 도코로 조지
- 사다 마사시
- 시바타 교헤이
- 후루타치 이치로
- 다니무라 신지
- 모리모토 레오 (노리모토 레오)
- 구로야나기 데쓰코 (노리야나기 데쓰코)
- 야시로 아키
- 사카이 마사아키
- 이시이 다쓰야
- 마쓰토야 유미
- 오에 미나
- 모리 신이치 (모리 신이치로)
- 오우양 페이페이
- 시몬 마사토
- 오카와 게이지로
- Mr.매직
- 마에카와 기요시
- CHARA
- 마키하라 노리유키
- Marc Panther
- 아라이 기쿠오
- 가와무라 류이치
- 사에키 가야
- 마이클 잭슨

## 같이 보기
- 이시바시 다카아키
- 야스다 나루미